# Melpo Axioti

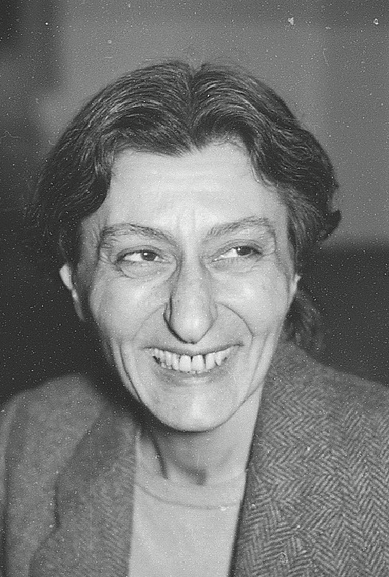
Melpo Axioti

Melpo Axioti (griechisch Μέλπω Αξιώτη; * 15. Juli 1905 in Athen; † 22. Mai 1973 ebenda) war eine griechische Schriftstellerin, die sich zum Kommunismus bekannte. Sie schrieb Neugriechisch. Den größten Teil ihres von 1947 bis 1964 währenden Exils verbrachte sie in der DDR.

## Leben und Werk
Die Tochter eines Musikers und Komponisten wächst auf der griechischen Insel Mykonos schon von früh an ohne Mutter auf. Von 1918 bis 1922 besucht sie die kath. Schule der Ursulinen auf der Insel Tinos. Nach einer kurzen Ehe mit ihrem Theologieprofessor Vassilis Markaris geht sie 1930 nach Athen, wo sie bald darauf mit Kurzgeschichten im Magazin Mykoniatika Chronika (griechisch Μυκονιάτικα Χρονικά) debütiert. Zunächst zählt sie zu den Pionieren des griechischen Surrealismus. Für ihren 1937 veröffentlichten ersten Roman Schwere Nächte (Δύσκολες Νύχτες) erhält sie 1939 den 1. Preis der Women's Association of Letters and Arts.
Inzwischen ist sie Mitglied der Kommunistischen Partei geworden. Während der Besatzungszeit beteiligt sie sich an der illegalen Arbeit im Rahmen der Nationalen Befreiungsfront. Als ihre Gefährdung zu groß wird, entscheidet sie sich 1947 für das französische Exil, wo sie u. a. mit Louis Aragon, Pablo Neruda und Pablo Picasso Bekanntschaft schließt. 1950 ausgewiesen, findet sie Aufnahme in der DDR, nur durch kurzen Aufenthalt in Warschau unterbrochen. Während sie an der Ostberliner Humboldt-Universität Neugriechisch und Geschichte der modernen griechischen Literatur unterrichtet, werden mehrere Bücher Axiotis übersetzt und in DDR-Verlagen veröffentlicht.
Ihr vielgelesener Roman 20. Jahrhundert etwa (von 1946) handelt vom kompromisslosen und entsprechend verlustreichen Widerstand griechischer Frauen gegen den Faschismus (und die deutsche Wehrmacht). Ihr Poem Contraband (von 1959) führt zur Freundschaft und Zusammenarbeit mit Giannis Ritsos. 1964 nutzt Axioti eine offizielle Einreisegenehmigung, um in ihre griechische Heimat zurückzukehren. Allerdings hat sie zunehmend mit Krankheiten zu kämpfen. Sie stirbt 1973 und wird auf dem Athener Friedhof Zografou begraben. 1989 legt Gay Aggeli einen 35-minütigen Dokumentarfilm mit dem Titel The Life and Work of Melpo Axioti vor.

## Darstellung Melpo Axiotis in der bildenden Kunst
- Gabriele Mucchi: Porträt Melpo Axioti (um 1962; Öl, 100 × 72 cm)[3]

## Werke
- Dyskoles Nychtes (Schwere Nächte), Roman, 1937
- Symptose (Zufall), Langgedicht, 1939
- Theleis na chorepsoume, Maria? (Maria, möchtest du mit mir tanzen?), Roman, 1940
- Chronicles, Reportagen, 1945
- Twenthies Century, Roman, 1946 (deutsch: 20. Jahrhundert, Berlin 1949; außerdem französisch, bulgarisch, tschechisch, polnisch, italienisch)
- Eikostos aionas, Roman, 1946 (deutsch: Tränen und Marmor, Berlin 1949)
- Syntrophoi Kalemera! (Guten Tag, Genossen!), Erzählungen, 1953 (deutsch: Im Schatten der Akropolis, Berlin 1955)
- Kontrabando, 1959 (deutsch: Konterbande: Eine Dichtung, Berlin 1961)
- Antigone lebt: Neugriechische Erzählungen, Berlin 1960
- My home, Bericht, 1965
- Kadmo, Prosastück, Athen 1972 (deutsch: Kadmo, Berlin 2017)

sowie weitere Essays, Übersetzungen und Veröffentlichungen als Herausgeber.